# بطليموس الرابع
اعتلى الملك بطليموس الرابع العرش في الرابعة والعشرين من عمره. وكان ضعيف الشخصية وكان الحاكم الفعلي للبلاد هي والدته أونين. لكن والدة بطليموس، أبدت استيائها من سلوك ابنها ورغبت في إبداله بأخيه الأصغر منه سناً، ماجاس. نتيجة لذلك قتلت والدته مسمومة كما قتل أيضاً أخيه وعمه. وفي عهده وقعت الحرب السورية الرابعة عندما حاول الملك السوري أنتيوخيس الثالث غزو مصر. وسقطت مصر في عهده كدولة واتبعت لسوريا بعد أن احتلها جيش أنتوخيوس الثالث.
و قد ثار الجنود المصريين على حكم بطلميوس وقامت مملكة في الصعيد تحت حكم الملك المصري حور ما شيث Harmachis أو المعروف أحيانا حور ونفر Horwanefer ثم الملك نخاميسAnkmachis لمدة 20 عامًا بين 205 و 185 قبل الميلاد - كما انفصلت الدلتا تحت حكم الثوار وجنود الجيش المصري بعد معركة رفح واستمرت الحرب الأهلية سنين طويلة حتى سقطت قيمة العملة واستعان بطليموس بالمرتزقة يبدو أن بطليموس لعب الورقة الدينية وأقنع الكهنة بالتعاون معه وسجل على حجر رشيد المشهور شكره لكهنة مصر.

## اسمه بالهيروغليفية
| Q3 · X1 | V4 | E23 · Aa15 | M17 | M17 | S29 | S34 | D&t&tA | Q1 | X1 · H8 | U6 |

وكيف ينطق بالمصرية القديمة ومعناه:
بطليموس عنخ جيد ميري أست 
 Ptwlmys ˁnḫ ḏt mr ˁst
 أي يعيش بطليموس محبوب ايزيس إلى الأبد .

## علاقته مع روما
في عام 210 ق.م بدأ هجوم هانيبال على إيطاليا وكاد أن يدمر الإمبروطورية الرومانية نهائيا، كما دمر الزراعة الإيطالية لمدة عقد كامل. وفي خلال هذه المدة كانت روما تحصل على إمدادات القمح من مصر ، ولهذا سميت مصر سلة القمح لروما.